# La llegada del hijo
La llegada del hijo es una película argentino-española de drama de 2024, escrita y dirigida por Cecilia Atán y Valeria Pivato. Está protagonizada por Maricel Álvarez y Angelo Mutti Spinetta. Se estrenó en el Festival Internacional de Cine de San Sebastián el 22 de septiembre de 2024, y luego se estrenó en cines españoles el 9 de mayo de 2025, con distribución de BTeam Pictures.

## Trama
En medio de un profundo duelo, Sofía (Maricel Álvarez) recibe en casa a su hijo cuando éste sale de prisión, dándoles a los dos una oportunidad de reconectar y acortar sus distancias después de tantos años.

## Reparto
- Maricel Álvarez como Sofía
- Angelo Mutti Spinetta
- Cristina Banegas
- Greta Fernández

## Producción
El 14 de diciembre de 2023, se anunció que el rodaje de la película argentino-española La llegada del hijo había concluido a principios de dicho mes después de seis semanas en la provincia de Buenos Aires. La película fue dirigida por Cecilia Atán y Valeria Pivato, en su segunda película juntas tras La novia del desierto en 2017, y Maricel Álvarez, Angelo Mutti Spinetta, Cristina Banegas y Greta Fernández fueron anunciados como los protagonistas.

## Lanzamiento y marketing
El 12 de julio de 2024, se anunció que La llegada del hijo tendría su estreno mundial en el Festival Internacional de Cine de San Sebastián el 22 de septiembre de 2024. Después, el 11 de noviembre de 2024, se anunció que la película tendría su estreno en Argentina en el Festival Internacional de Cine de Mar del Plata el 24 de noviembre de 2024.
En septiembre de 2024, de cara a su estreno en San Sebastián, BTeam Pictures lanzó el tráiler de la película. En abril de 2025, se anunció que la película se estrenaría en cines españoles el 9 de mayo de 2025.